# Francis Leclerc

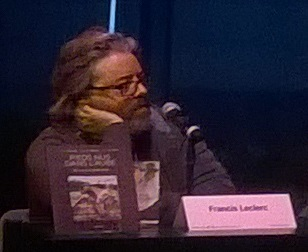
Francis Leclerc

Francis Leclerc (* 1971 in Québec, Québec, Kanada) ist ein kanadischer Filmregisseur, Drehbuchautor und Filmeditor.

## Leben
Er wurde in der Stadt Québec geboren. Sein Vater ist der Québecer Liedermacher Félix Leclerc. Francis Leclerc studierte Kommunikationswissenschaft. In den 1990er Jahren führte er zuerst bei Kurzfilmen, dann bei Musikvideos und Filmen Regie.
Im Jahr 2001 wurde Leclerc beim World Film Festival in Montréal für A Girl at the Window (Une jeune fille à la fenêtre) im internationalen Wettbewerb für den Hauptpreis Grand Prix des Amériques nominiert. 2005 erhielt er für das Psychodrama Mémoires affectives, mit Roy Dupuis in der Hauptrolle, den Prix Jutra in der Kategorie Beste Regie, nominiert war er auch für das Beste Drehbuch. 2005 gewann er für Mémoires affectives zwei Genie Awards, nämlich für die Beste Regie und das Beste Originaldrehbuch.

## Filmografie

### Regisseur
- 2001: A Girl at the Window (Une jeune fille à la fenêtre)
- 2003: L'Officier de la garde
- 2004: Mémoires affectives
- 2005: Nos étés (Fernsehserie)
- 2006: Marie-Antoinette
- 2008: Un été sans point ni coup sûr
- 2017: Pieds nus dans l’aube
- 2021: L’Arracheuse de temps

### Drehbuchautor
- 2001: A Girl at the Window (Une jeune fille à la fenêtre)
- 2004: Mémoires affectives

### Editor
- 2003: Une éclaircie sur le fleuve